# Unione Sportiva Battipagliese 1994-1995
Questa voce raccoglie le informazioni riguardanti la Unione Sportiva Battipagliese nelle competizioni ufficiali della stagione 1994-1995.

## Stagione
A fine stagione, la Battipagliese si colloca all'8º posto in Serie C2.
In Coppa Italia Serie C viene battuta dal Casarano nel terzo turno

## Divise e sponsor
| Casa | Trasferta | Terza Divisa |

## Organigramma societario
- Presidente:  Bruno Pastena[1]
- Allenatore:  Pasquale Loseto

## Rosa
Fonte: Calciatori.com
| N. |                   | Ruolo | Calciatore            |
| -- | ----------------- | ----- | --------------------- |
|    | Italia (bandiera) | D     | Marco Ambrogioni      |
|    | Italia (bandiera) | C     | Luciano Carafa        |
|    | Italia (bandiera) | D     | Federico Cavola       |
|    | Italia (bandiera) | C     | Francesco Cimarrusti  |
|    | Italia (bandiera) | C     | Salvatore Colavito    |
|    | Italia (bandiera) | A     | Christian Colitti     |
|    | Italia (bandiera) | P     | Vincenzo Criscuolo    |
|    | Italia (bandiera) | A     | Massimiliano D'Angelo |
|    | Italia (bandiera) | C     | Umberto De Filippi    |
|    | Italia (bandiera) | C     | Carmine Di Napoli     |
|    | Italia (bandiera) | D     | Nicola Garzieri       |
|    | Italia (bandiera) | C     | Domenico Giugliano    |
|    | Italia (bandiera) | A     | Catello Iovino        |

| N. |                   | Ruolo | Calciatore              |
| -- | ----------------- | ----- | ----------------------- |
|    | Italia (bandiera) | A     | Giuseppe Malafrone      |
|    | Italia (bandiera) | C     | Salvatore Marra         |
|    | Italia (bandiera) |       | Massa                   |
|    | Italia (bandiera) | D     | Cataldo Montesanto      |
|    | Italia (bandiera) | C     | Giuseppe Orrico         |
|    | Italia (bandiera) | A     | Simone Pazzaglia        |
|    | Italia (bandiera) | A     | Antonio Salsano         |
|    | Italia (bandiera) | D     | Giovanni Schettini      |
|    | Italia (bandiera) | C     | Giuseppe Schirripa      |
|    | Italia (bandiera) |       | Senatore                |
|    | Italia (bandiera) | A     | Giulio Spader           |
|    | Italia (bandiera) | P     | Alessandro Testaferrata |
|    | Italia (bandiera) | C     | Gaetano Voza            |

## Calciomercato
Fonte: Calciatori.com
| Acquisti | Acquisti                | Acquisti | Acquisti |
| R.       | Nome                    | da       | Modalità |
| -------- | ----------------------- | -------- | -------- |
| P        | Alessandro Testaferrata | Udinese  | -        |

| Cessioni | Cessioni            | Cessioni | Cessioni |
| R.       | Nome                | a        | Modalità |
| -------- | ------------------- | -------- | -------- |
| A        | Giuseppe Malafronte | Olbia    | -        |

## Risultati

### Campionato

#### Girone di andata
| 4 settembre 1994 1ª giornata | Battipagliese | 0 – 0 | Castrovillari |  |

| 11 settembre 1994 2ª giornata | Fasano | 1 – 1 | Battipagliese |  |

| 18 settembre 1994 3ª giornata | Sporting Benevento | 0 – 0 | Battipagliese |  |

| 25 settembre 1994 4ª giornata | Battipagliese | 1 – 1 | Bisceglie |  |

| 2 ottobre 1994 5ª giornata | Frosinone | 0 – 0 | Battipagliese |  |

| 9 ottobre 1994 6ª giornata | Battipagliese | 0 – 2 | Matera |  |

| 16 ottobre 1994 7ª giornata | Molfetta | 0 – 0 | Battipagliese |  |

| 23 ottobre 1994 8ª giornata | Battipagliese | 0 – 1 | Catanzaro |  |

| 30 ottobre 1994 9ª giornata | Sangiuseppese | 1 – 1 | Battipagliese |  |

| 6 novembre 1994 10ª giornata | Battipagliese | 2 – 0 | Formia |  |

| 13 novembre 1994 11ª giornata | Albanova | 2 – 0 | Battipagliese |  |

| 20 novembre 1994 12ª giornata | Battipagliese | 0 – 0 | Savoia |  |

| 27 novembre 1994 13ª giornata | Battipagliese | 0 – 0 | Astrea |  |

| 4 dicembre 1994 14ª giornata | Avezzano | 1 – 0 | Battipagliese |  |

| 11 dicembre 1994 15ª giornata | Battipagliese | 0 – 1 | Nocerina |  |

| 18 dicembre 1994 16ª giornata | Trani | 0 – 2 | Battipagliese |  |

| 23 dicembre 1994 17ª giornata | Battipagliese | 0 – 0 | Vastese |  |

#### Girone di ritorno
| 15 gennaio 1995 18ª giornata | Castrovillari | 0 – 0 | Battipagliese |  |

| 22 gennaio 1995 19ª giornata | Battipagliese | 1 – 0 | Fasano |  |

| 29 gennaio 1995 20ª giornata | Battipagliese | 1 – 0 | Sporting Benevento |  |

| 12 febbraio 1995 21ª giornata | Bisceglie | 1 – 1 | Battipagliese |  |

| 26 febbraio 1995 22ª giornata | Battipagliese | 0 – 0 | Frosinone |  |

| 5 marzo 1995 23ª giornata | Matera | 1 – 0 | Battipagliese |  |

| 12 marzo 1995 24ª giornata | Battipagliese | 1 – 0 | Molfetta |  |

| 19 marzo 1995 25ª giornata | Catanzaro | 0 – 0 | Battipagliese |  |

| 26 marzo 1995 26ª giornata | Battipagliese | 1 – 0 | Sangiuseppese |  |

| 2 aprile 1995 27ª giornata | Formia | 0 – 1 | Battipagliese |  |

| 9 aprile 1995 28ª giornata | Battipagliese | 1 – 0 | Albanova |  |

| 15 aprile 1995 29ª giornata | Savoia | 1 – 0 | Battipagliese |  |

| 23 aprile 1995 30ª giornata | Astrea | 0 – 1 | Battipagliese |  |

| 30 aprile 1995 31ª giornata | Battipagliese | 2 – 3 | Avezzano |  |

| 7 maggio 1995 32ª giornata | Nocerina | 1 – 0 | Battipagliese |  |

| 14 maggio 1995 33ª giornata | Battipagliese | 1 – 0 | Trani |  |

| 21 maggio 1995 34ª giornata | Vasto Marina | 0 – 1 | Battipagliese |  |

### Coppa Italia Serie C
| Squadra 1     | Totale | Squadra 2     | Andata | Ritorno |
| ------------- | ------ | ------------- | ------ | ------- |
| Battipagliese | 3-2    | Avellino      | 2-0    | 1-2     |
| Nocerina      | 1-3    | Battipagliese | 1-1    | 0-2     |
| Casarano      | 4-4    | Battipagliese | 1-2    | 3-2     |